# Canandaigua (New York)
Canandaigua je grad u američkoj saveznoj državi New York. Prema popisu stanovništva iz 2010. u njemu je živjelo 10.545 stanovnika.